# Buste de Pouchkine à Kiev

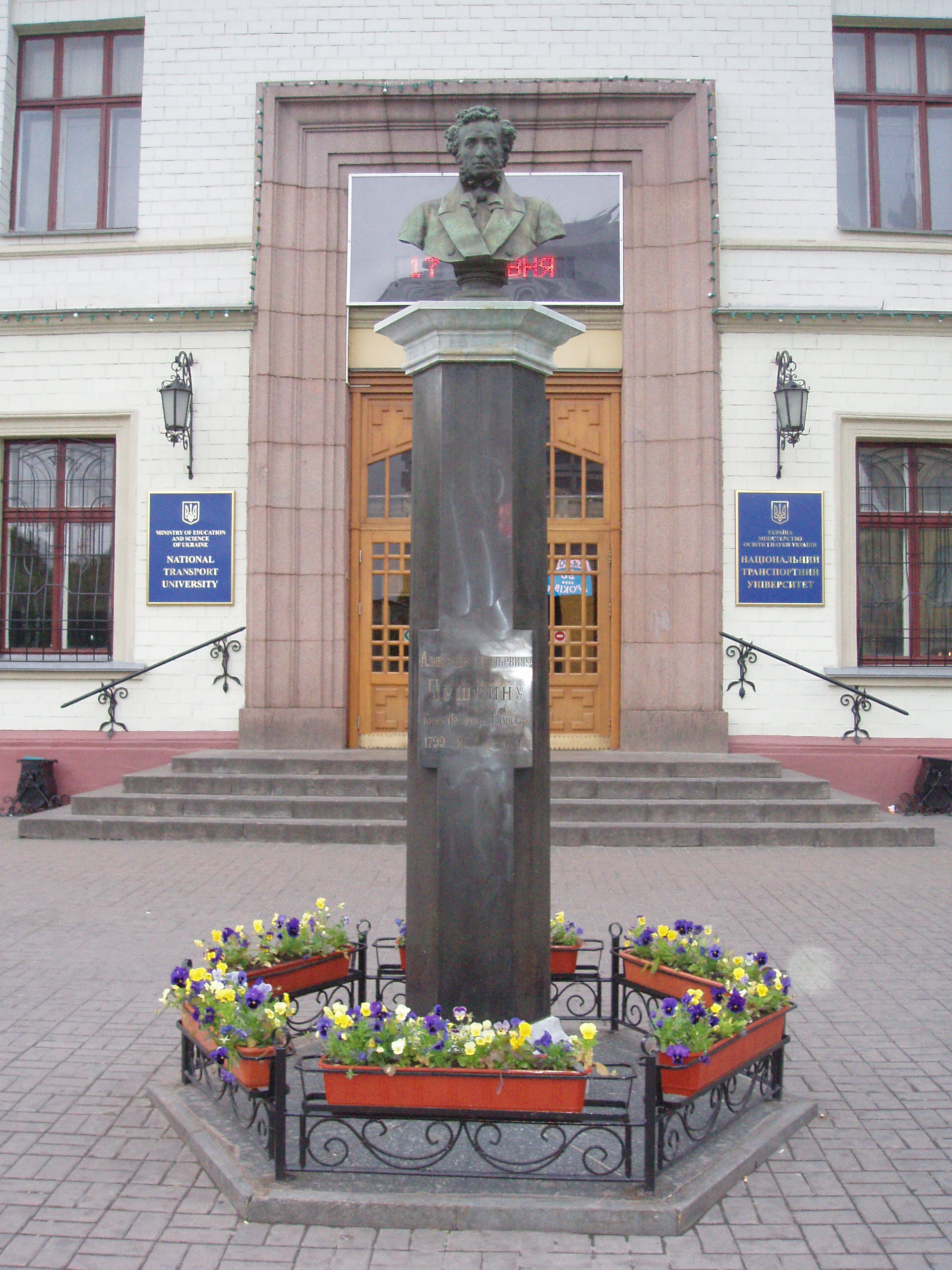
Photographie du buste de Pouchkine

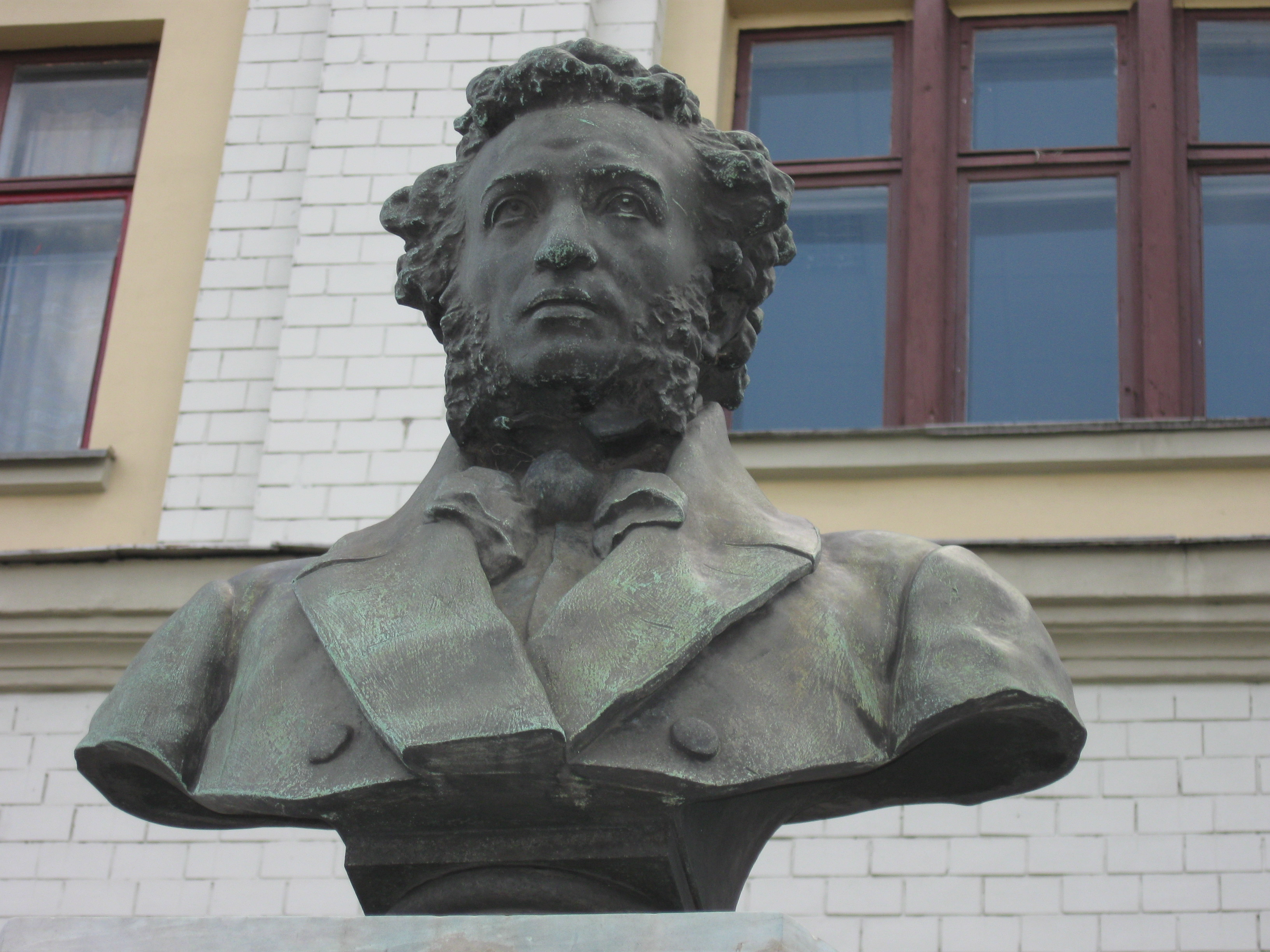
Vue du buste

Le buste de Pouchkine est un monument commémoratif situé à Kiev en l'honneur du poète russe Alexandre Pouchkine (1799-1837) qui se trouve dans le quartier de Petchersk (centre historique de la capitale). C'est l'une des deux statues qui lui sont consacrées dans cette ville.
Ce buste de bronze est une œuvre de Robert Bach. Il se trouve en haut d'une haute colonne de basalte de 2 mètres (l'ensemble faisant quatre mètres vingt avec le piédestal et la statue) qui a été placée devant la façade d'un édifice abritant aujourd'hui l'université nationale des transports. Ce monument a été érigé en l'honneur du centenaire de la naissance du poète en 1899. On peut y lire en russe: «Александру Сергеевичу Пушкину Киево-Печерская Гимназия. 1799. 26 мая 1899», en français : À Alexandre Sergueïevitch Pouchkine, le lycée de Petchersk de Kiev, 177-26 mai 1899. En effet les locaux de l'université abritaient du temps de l'Empire russe le lycée de garçons le plus prestigieux de la ville, le lycée de Petchersk. Le buste de l'illustre poète se trouvait donc devant la façade du lycée.